# Marçais
Marçais é uma comuna francesa na região administrativa do Centro, no departamento Cher. Estende-se por uma área de 28,54 km². Em 2010 a comuna tinha 292 habitantes (densidade: 10,2 hab./km²).